# Sinobdella
Sinobdella is een monotypisch geslacht van straalvinnige vissen uit de familie van de stekelalen (Mastacembelidae).

## Soort
- Sinobdella sinensis (Bleeker, 1870)